# Firmicus (cráter)

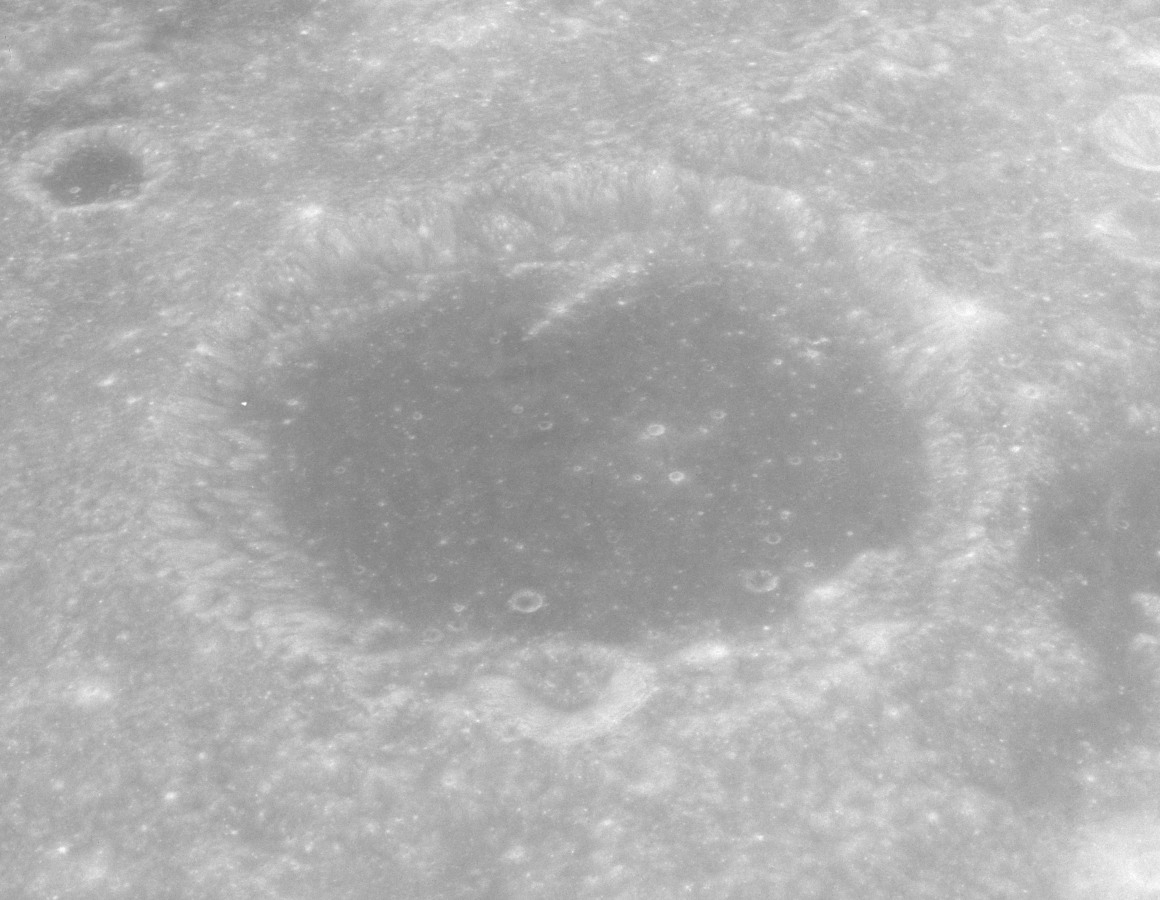
Vista oblicua de Firmicus desde el sur (Apolo 17)

Firmicus es un cráter de impacto que se encuentra en la parte oriental de la cara visible de la Luna, por lo que visto desde la Tierra aparece con forma oval debido al escorzo. Sin embargo, es casi circular. El cráter se halla al oeste del Mare Undarum, y al noreste del cráter de tamaño similar Apollonius. Al norte de Firmicus aparecen los cráteres van Albada y Auzout. Unido a su borde noroeste se localiza el Lacus Perseverantiae, un mar lunar en miniatura.
|  |
|  |

El aspecto más notable de Firmicus es su suelo oscuro y plano. Tiene un albedo similar al de la superficie del Mare Crisium situado hacia el norte, lo que hace que se destaque un poco de su entorno. El suelo no ha sufrido ningún impacto significativo desde su formación, aunque sin duda hay muchos pequeños impactos en toda su superficie. El borde exterior de Firmicus ha sido objeto de cierta erosión, en particular a lo largo del lado norte, donde ha sido invadido por un par de pequeños cráteres.

## Cráteres satélite

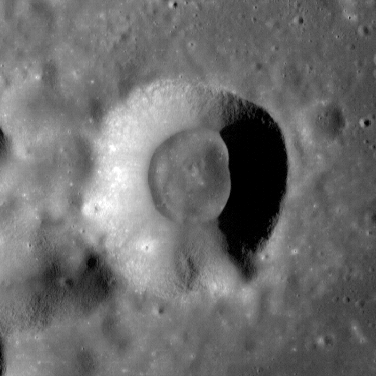
Cráter satélite Firmicus C

Por convención estos elementos son identificados en los mapas lunares poniendo la letra en el lado del punto medio del cráter que está más cerca de Firmicus.
|          | \| Firmicus \| Coordenadas \| Diámetro \| \| -------- \| -------------------------- \| -------- \| \| A \| 6°24′N 65°06′E / 6.4, 65.1 \| 8 km \| \| B \| 7°18′N 65°48′E / 7.3, 65.8 \| 14 km \| \| C \| 7°42′N 66°30′E / 7.7, 66.5 \| 13 km \| \| D \| 5°54′N 64°24′E / 5.9, 64.4 \| 11 km \| \| E \| 8°00′N 63°36′E / 8.0, 63.6 \| 9 km \| \| F \| 6°30′N 61°48′E / 6.5, 61.8 \| 9 km \| \| G \| 6°54′N 61°54′E / 6.9, 61.9 \| 9 km \| \| H \| 7°30′N 60°18′E / 7.5, 60.3 \| 7 km \| \| M \| 4°06′N 67°12′E / 4.1, 67.2 \| 42 km \| |          |
| Firmicus | Coordenadas | Diámetro |
| A        | 6°24′N 65°06′E / 6.4, 65.1 | 8 km     |
| B        | 7°18′N 65°48′E / 7.3, 65.8 | 14 km    |
| C        | 7°42′N 66°30′E / 7.7, 66.5 | 13 km    |
| D        | 5°54′N 64°24′E / 5.9, 64.4 | 11 km    |
| E        | 8°00′N 63°36′E / 8.0, 63.6 | 9 km     |
| F        | 6°30′N 61°48′E / 6.5, 61.8 | 9 km     |
| G        | 6°54′N 61°54′E / 6.9, 61.9 | 9 km     |
| H        | 7°30′N 60°18′E / 7.5, 60.3 | 7 km     |
| M        | 4°06′N 67°12′E / 4.1, 67.2 | 42 km    |